# Marshallville (Géorgie)
Marshallville est une ville américaine située dans le comté de Macon dans l’État de Géorgie. En 2000, sa population était de 1 335 habitants.

## Démographie
| 1870 | 1880 | 1890  | 1900 | 1910  | 1920  |
| ---- | ---- | ----- | ---- | ----- | ----- |
| 424  | 543  | 1 086 | 879  | 1 082 | 1 150 |

| 1930 | 1940 | 1950  | 1960  | 1970  | 1980  |
| ---- | ---- | ----- | ----- | ----- | ----- |
| 931  | 905  | 1 121 | 1 308 | 1 376 | 1 540 |

| 1990  | 2000  | 2010  | - | - | - |
| ----- | ----- | ----- | - | - | - |
| 1 457 | 1 335 | 1 448 | - | - | - |

## Traduction
- (en) Cet article est partiellement ou en totalité issu de l’article de Wikipédia en anglais intitulé « Marshallville, Georgia » (voir la liste des auteurs).